# Призрен
Призрен (на сръбски: Призрен или Prizren; на албански: Prizren или Prizreni) е град в Косово. Населението е 184 586 жители. Мнозинството от тях са етнически албанци. Градът е разположен на североизточните склонове на Шар планина, затворен между границата със Северна Македония и Албания.

## История
Данните за града датират от V век пр.н.е., когато за първи път е споменат в „Географията“ на Птолемей като един от най-големите градове на илирите. В античността наречен Улпиана и Юстиниана Втора (Пътепис на „Петър Богдан Бакшев – български политик и историк от XVII век“ – Божидар Димитров, С., 2001 г., стр. 155-156.)
След разпада на Римската империя и заселването на славяните на Балканите, Призрен попада в границите на Първото българско царство, като в началото на XI век, след падането му, там е създадена Призренската българска епископия към Охридската българска архиепископия. През 1072 година в Призрен e прогласено възстановяването на Българската държава. Въстаниците срещу византийската власт под предводителството на скопския български болярин Георги Войтех провъзгласяват в Призрен за български цар под името Петър III Константин Бодин като пряк наследник на Самуил и комитопулите.
С възстановяването на българското царство в самото начало на XIII век Призрен отново попада в територията на българската държава (1204). По времето на Константин Тих Призрен е в границите на Търновското царство.
По-късно Призрен е превзет от владението на възстановената Византия от Стефан Милутин, а в края на управлението на Стефан Душан става столица на Душановото царство. Тук е седалището на учредената по инициатива на Стефан Душан Печка патриаршия, правоприемник на сръбската архиепископия (XIV век).
С превземането на Призрен през 1455 година от османците градът се превръща в един от бастионите на Османската империя в сърцето на Балканите. Оттук е родом известният Синан паша, който публично изгаря на клада на централния площад в Белград мощите на Свети Сава.
В Българското опълчение (1877 – 1878) взимат участие много призренчани – Стоян Алексеевич, Тодор Алексович, Петър Атанасов, Трифон Атанасов, Антон Атанасов (убит), Владимир Богданов, Никола Богданович, Тома Богданович, Коста Георгиев, Лучко Георгиев, Стретен Георгиев, Филип Георгиев, Ефтим Димитров, Васил (Василий) Иванов, Матей Иванов (Мато Иванович), Василий (Васо) Иванович, Стефан Илиев, Станко Колев (Кюлов), Петър Марков, Арсений Миланов (Миланович), Георги Младенов, Марко Николаев (николич), Иван (Йован) Новаков (Новаки), Антон (Атанас) Петров), Сава Петрович, Аврам Радучкович (Радуловски, Радулов), Цветко Савов, Димитър (Димитрий) Симов, Илия Стефанович, Матей Тамов.
При избухването на Балканската война в 1912 година осем души от Призрен са доброволци в Македоно-одринското опълчение.
През ноември 1915 г. в хода на разгрома на Сърбия през Първата световна война град Призрен е освободен от българската армия. Посетен е от цар Фердинанд I на 3 декември същата година, за когото е проведен военен парад на войските. Край града са погребани 671 български войници и офицери от Първата световна война.

## Личности
Родени в Призрен
- Антон Атанасов, български опълченец, на 29 април 1877 година постъпва в I рота на ІI опълченска дружина, убит е битката при Стара Загора на 19 юли 1877 година[14]
- Антоние Тодорович (1880 – 1971), сръбски революционер, деец на Сръбската пропаганда в Македония
- Владимир Богданов, на 10 април 1877 година постъпва като доброволец в I рота на I дружина на Българското опълчение, уволнен на 1 юли 1878 година[15]
- Войчо (Колчо) Василев, български опълченец, постъпва в III рота на II дружина на Опълчението на 2 май 1877 година, убит е битката при Стара Загора на 19 юли 1877 година[16]
- Димитър Симов, български опълченец. Роден около 1848 година. Напуснал родното си място още от 1870 година, за да се бори против турците. Постъпил в Опълчението на 18 май 1877 година във II рота на VII дружина, уволнен на 7 юли 1878 година,[10][11] не е участвал в боевете.[17] След Освобождението живее във Враца.[10]
- Ивица Дачич (р. 1966), политик, министър-председател на Сърбия
- Никола Богданов (1841 – 1919), опълченец и революционер[18]
- Петър Марков, български опълченец, на 11 май 1877 година постъпва в IV рота на ІI опълченска дружина, убит е на 11 август 1877 година при отбраната на прохода Шипка[19]
- Петър Костич, сръбски книжовник, деец на Сръбската пропаганда в Македония
- Риста Скакалевич (1875 – 1960), сръбски просветен деец
- Сава Попович, сръбски просветен деец
- Серафим Йованович (1875 – 1945), сръбски духовник
- Стоян Ангелов, македоно-одрински опълченец, работник, Сярска чета.[20]
- Стоян Симич, български свещеник в Долно Чамурли, Добруджа, до 1871 година, а след това с препоръка от Иларион Ловчански е изпратен за свещеник в Тулча, радетел за възраждане на българския език в църквите и училищата в Добруджа.[21]
- Тома Богданович, български опълченец, постъпва във II рота на II дружина на Опълчението на 29 април 1877 година, уволнен е на 28 април 1878 година с чин унтерофицер[22]

Починали в Призрен
- Йован Шантрич (? – 1915), сръбски просветен деец

Други
- Милош Неделков (1870 – ?), македоно-одрински опълченец, родом от Мушутище, жител на Призрен, 4 рота на 1 дебърска дружина, ранен в Междусъюзническата война на 18 юни 1913 година, носител на кръст „За храброст“ IV степен[23]

## Побратимени градове
- Битоля, Северна Македония